# South Burlingham
South Burlingham – wieś w Anglii, w Norfolk. South Burlingham jest wspomniana w Domesday Book (1086) jako Berlingaham/Sutberlingeham.